# Coupru
Coupru é uma comuna francesa na região administrativa de Altos da França, no departamento de Aisne. Estende-se por uma área de 7,82 km². Em 2010 a comuna tinha 155 habitantes (densidade: 19,8 hab./km²).